# The New Republic
«Нью рипаблик» (англ. The New Republic, с англ. — «Новая республика») — американский журнал о политике, литературе и искусстве. Выходит два раза в месяц. Политическая ориентация: обычно левые / либеральные взгляды. Главные соредакторы — Мартин Перец и Леон Уисельтир.

## Политические взгляды
По мнению главного редактора издания Франклина Фоера, высказанному в 2011 году, по отношению к внутренней политике США The New Republic придерживался современного либерализма в социальной и финансовой политике. Журналист считал, что его издание «придумало современное использование термина „либерал“, что является нашим историческим наследием и обязательством для участвующих в продолжающейся дискуссии по поводу того, что означает и какие ценности отстаивает либерализм». В 2004 году, некоторые, например Анна Косседд и Стивен Рэндалл, утверждали что журнал не настолько либерален, каким он был до 1974 года.
Воззрения журнала связаны с Советом демократического лидерства, центристской фракцией «Новые демократы», и такими политиками, как бывшие президент США Билл Клинтон и сенатор от штата Коннектикут Джозеф Либерман. Последний получил одобрение издания на президентских праймериз демократической партии США в 2004 году, как и Барак Обама в 2008. Защищая федеральные программы Medicare и EPA, издание также отстаивало идеи использования рыночных методов для прекращения традиционных программ социальной поддержки, за что его называют «бизнес ориентированным». Примером этого является поддержка редакцией в 1990-х годах вместе с изданием DLC идеи повышения высокой предельной ставки подоходного налога и реформы федеральной программы социального обеспечения. Экономическая теория предложения как и предложение снизить высокую предельную ставку подоходного налога были жёстко раскритикованы главным редактор «The New Republic» Джонатаном Чэйтом. Издание поддерживает идею всеобщего здравоохранения, как и однополые браки, иногда оно могло быть более прогрессивистским, чем демократический мейнстрим. В марте 2007 года издание опубликовало статью Пола Старра War and Liberalism («Война и либерализм») (сооснователя главного конкурента на либеральном поле — журнала The American Prospect), описавшего в ней тип современного либерализма :
Либерализм считает, что государство... может быть сильным, но с ограничениями – сильным из-за ограничений... Право на образование и другие требования в области человеческого развития и безопасности направлены на обеспечение равных возможностей и человеческого достоинства и стимулирование творческого и продуктивного общества. Чтобы гарантировать эти права, либералы поддерживают большее социальное и экономическое участие государства, уравновешивая его более надежными гарантиями гражданских свобод и более широкой социальной системы сдержек и противовесов, опирающихся на независимую прессу и плюрализм общества.
Paul Starr, The New Republic volume 236, pp. 21–24

## Развитие журнала в наше время
The New Republic был основан в 1914 году и всегда придерживался либеральных взглядов. К годам журнал превратился в одно из главных либеральных изданий США и образец качественной американской журналистики со всеми её традиционными форматами — от редакционных колонок до многостраничных и тщательно проверенных расследований. Как и любое издание с продолжительной историей, The New Republic не раз оказывался в центре скандалов.
С конца 40-х и до 1956 года издателем журнала был Майкл Стрейт, агент НКВД-МГБ-КГБ.
В середине нулевых The New Republic постигла та же участь, что и остальную американскую прессу — сокращение тиражей и уход рекламодателей, и, как следствие, убытки. До последних событий The New Republic выходил раз в две недели тиражом в 50 тысяч экземпляров, ежегодные убытки издания, по данным The New York Times, составляли около 5 млн долларов.
С 2012 года The New Republic принадлежит Крису Хьюзу, одному из основателей социальной сети Facebook. Молодой инвестор сперва почти не интересовался редакционной политикой журнала, разве что The New Republic начал чаще писать о событиях за пределами политической жизни Вашингтона. Именно Хьюз предложил Фоэру, в прошлом уже редактировавшему The New Republic, вернуться в журнал и вновь заняться качественной журналистикой. Нового владельца в издании воспринимали как человека, согласного терпеть The New Republic таким, какой он есть (со всеми его убытками), ради сохранения традиции вашингтонской либеральной журналистики. Поначалу именно так Хьюз себя и вел.
Впервые Хьюз отошёл от сложившегося образа, когда назначил в октябре 2014 года нового генерального директора The New Republic — бывшего главу Yahoo! News Гая Видру, человека из Кремниевой долины, как и сам владелец журнала. Видра и Хьюз решили превратить The New Republic в «вертикально интегрированную медийную цифровую компанию» и переместиться из Вашингтона на Манхэттен.
Франклину Фоэру эта идея не понравилась. Во время встреч с главным редактором Хьюз часто рассуждал, что нужны более «вкусные» темы, обращал внимание редакции на важность интернета и предлагал создать новое приложение The New Republic для мобильных телефонов, которое присылало бы уведомление о срочных новостях. Хьюз утверждал, что главный редактор не разделял его планов на будущее The New Republic; Фоэр, в свою очередь, не понимал, чего от него хочет владелец — шансов договориться было немного.

В итоге в декабре место Фоэра занял Гэбриэл Снайдер, работавший в The Atlantic Wire (редактором) и Bloomberg (советником по диджитал). Предполагается, что с переездом в The New Republic сконцентрируется на своей, бумажная версия журнала будет выходить 10 раз в год — в два раза реже, чем сейчас.
«The New Republic — это своего рода доверительный фонд, преследующий цели. Все предыдущие владельцы и издатели The New Republic это понимали, а сейчас наследие журнала и доверие к нему уничтожается», — говорится в открытом письме бывших сотрудников The New Republic.
После увольнения Фоэра в американской прессе вышли многочисленные некрологи The New Republic: многие издания, в основном либерального толка, уход старого главреда называли «смертью классической журналистики». Издание The Daily Beast в едком материале прямо написало, что «принц фейсбука уничтожил» The New Republic. В статье приводились высказывания журналистов, осуждавших увольнение Фоэра и сожалевших о том, что качественную журналистику принесли в жертву .

New York Magazine в статье о The New Republic «Элегия The New Republic» пишет, что развал редакции журнала сообщает о кончине традиционной журналистики и непонимании владельца роли издания в общественной жизни страны. Хьюз и Видра оперируют словами «бренд» и рассуждают о количествах просмотров страниц, но ни слова не говорят о журналистских ценностях, сетует автор статьи Джонатан Чаит, в своё время работавший в The New Republic.
«Фрэнк Фоэр покидает The New Republic не потому, что он недостаточно хорош как главный редактор. Он уходит, потому что Крис Хьюз недостаточно хорош как владелец», — пишет Чаит в New York Magazine.
На колонку Чаита отреагировал один из самых влиятельных молодых журналистов в США Эзра Кляйн, главный редактор и создатель проекта Vox. По слова Кляйна, ситуация с The New Republic действительно выглядит не очень красиво, особенно если учесть, что Фрэнк Фоэр узнал о своем увольнении постфактум. Однако хоронить журнал, по его словам, пока рано.

По мнению Кляйна, The New Republic под руководством нового главреда Гэбриела Снайдера может расцвести, хотя никогда не станет прежним The New Republic — просто потому, что тот, старый журнал уже давно умер, как и другие прежде влиятельные политические журналы Вашингтона. Президент США на борту своего самолёта, скорее всего, читает iPad, а не The New Republic (как делали Джон Кеннеди и Билл Клинтон), а события политической жизни Вашингтона помимо печатных журналов освещают десятки блогов, включая Vox и Politico.
«Нельзя критиковать Фоэра, при котором The New Republic опубликовал достаточное количество выдающихся материалов. Но можно критиковать The New Republic за желание видеть в своих потенциальных подписчиках 100 тысяч человек или меньше. Это никогда бы не обрадовало владельца с его надеждами на ежемесячную аудиторию в десятки миллионов человек», — пишет Кляйн.
В другой публикации на Vox отмечается, что увольнение Фоэра — далеко не первый и далеко не самый темный эпизод в истории журнала. Марти Перец, предыдущий владелец The New Republic, многие годы публиковал в журнале откровенно расистские статьи и колонки, неизменно занимал позицию Израиля по вопросу конфликта на Ближнем Востоке, а среди сотрудников редакции практически не было афроамериканцев. Многие журналисты нисколько не разделяли позицию Переца, но не спешили увольняться. Когда же новый владелец уволил главного редактора — такого же белого и обеспеченного представителя американского общества, как и они — последовали протесты.
Владелец The New Republic отреагировал на некрологи колонкой в The Washington Post. По словам Хьюза, The New Republic играет слишком большую роль в обществе, чтобы эти увольнения означали смерть издания. «Если ты заботишься об издании и хочешь, чтобы оно жило долгие годы, ты не уходишь. Ты закатываешь рукава, работаешь за двоих ради борьбы за свои идеалы в постоянно меняющемся мире, и ты борешься. А за это издание со своей историей стоит побороться», — заключает Хьюз.

## Афера Стивена Гласса
На протяжении трёх лет своей работы в The New Republic журналист Стивен Гласс сфабриковал около 27 статей, ему удавалось обманывать читателей и коллег, продвигаясь при этом по карьерной лестнице. Его аферу раскрыли после выхода статьи Hack Heaven в мае 1998 года, для которой он создал сайт несуществующей фирмы, подделывал сообщения в голосовой почте и даже оставил записи в своем блокноте, чтобы создать видимость настоящей журналистской работы. Раскрыть подлог удалось журналисту Forbes, занявшимся фактчекингом с целью узнать источники материала.
Как выяснилось впоследствии, 27 статей Стивена Гласса в The New Republic в той или иной степени были сфабрикованы. Он был с позором уволен и лишился шанса вернуться в журналистику, а The New Republic оказался в центре самого крупного скандала за всю историю журнала. В 2003 году вышла книга Гласса «The Fabulist» и фильм «Афера Стивена Гласса» о скандале с выдуманными публикациями. Бывшая коллега Гласса Ханна Розин в год столетия The New Republic (2014 год) решила вернуться к самому тёмному эпизоду в истории журнала и встретилась со Стивеном Глассом спустя 16 лет после его разоблачения.